# Wojscy więksi radomscy
Wojscy więksi radomscy – chronologiczna lista osób piastujących urząd wojskiego większego radomskiego.

## Wojscy więksi
- Piotr Szpot 1504-1515
- Szymon Chlewicki 1515
- Paweł Wolski 1515-1537
- Zygmunt Wolski 1537-1553
- Mikołaj Dzik 1554-1564
- Andrzej (Jędrzej) Gniewisz 1579-1586
- Mikołaj Bogusz 1585-1596
- Stanisław Podlodowski 1600-1604
- Hieronim Sulgostowski (Suligostowski) 1618-1623
- Hieronim Białobrzeski 1628-1634
- Jakub Bonawentura Podlodowski 1658-1663
- Piotr Kochanowski 1669
- Kacper Kochanowski 1675-1676
- Józef Gąsiorowski 1680
- Aleksander Dunin 1683
- Stefan Dunin Goździkowski 1692-1710
- Jacek (Hiacynt) Strasz 1720-1734
- Wojciech Wężyk Rudzki 1744-1757
- Maksymilian Trzecieski 1757-1758
- Roch Romer 1758-1764
- Michał Jagniątkowski 1764-1768
- Konstanty Popiel 1768
- Stefan Ksawery Kochanowski 1768-1775
- Stanisław Kochanowski 1789-1792

## Życiorys
- Sebastian Piątkowski, w: Radom - poznać i zrozumieć historię swojego miasta, Radom 2008, s. 112-113.